# Cicurina anhuiensis
Espèce
Cicurina anhuiensis est une espèce d'araignées aranéomorphes de la famille des Cicurinidae.

## Distribution
Cette espèce est endémique de Chine. Elle se rencontre en Anhui et au Zhejiang.

## Description
La femelle holotype mesure 3,54 mm et le mâle paratype 2,94 mm, les femelles mesurent de 3,54 à 3,56 mm.

## Systématique et taxinomie
Cette espèce a été décrite par Chen en 1986.

## Étymologie
Son nom d'espèce, composé de anhui et du suffixe latin -ensis, « qui vit dans, qui habite », lui a été donné en référence au lieu de sa découverte, le Anhui.

## Publication originale
- Chen, 1986 : « A new generic record and a new species of Agelenidae from China (Araneae: Agelenidae). » Acta Zootaxonomica Sinica, vol. 11, no 4, p. 160-162.